# 胡淵 (正統進士)
胡淵（1400年—？），字仲深，直隸廬州廬江縣人，民籍。明朝政治人物。進士出身。

## 生平
正統六年（1441年）辛酉科應天府鄉試第七十二名。正統七年（1442年）壬戌科會試第七十一名，殿試登進士第二甲第三十四名，累官都給事中。

## 家族
曾祖胡哲。祖父胡伯益。父胡資善。